# Леван (царь Кахетии)
Леван (груз. ლევანი) (1504—1574) — царь Кахетии (1518—1574). Сын царя Георгия II. Из династии Багратионов.

## Восшествие на престол
В 1513 году царь Картли Давид X подчинил Кахетию, хотя кахетинские дворяне — сторонники малолетнего Левана — укрыли его. Воспользовавшись нашествием шаха Исмаила I (1518) на Картли, они объявили Левана царем Кахетии.
В 1520 году победил отряды картлийского царя Давида X, пытавшегося вернуть трон Кахетии. Впоследствии цари Кахетии и Картли договорились об отделении Кахетии от Картли.

## Внешняя политика
Являясь вассалом шаха Ирана, пытался сохранить спокойствие и мир на территории Кахетии. В 1551 году оказал помощь шаху Тамазу I в покорении города Шеки. После заключения Ирано-Османского договора 1555 года шах высказал недовольство легкой вассальной зависимостью Кахетии. В 1550-е—1560-е годы царь Леван попытался получить помощь от России.
В 1563 году отправил послов к царю Ивану IV, вследствие чего в Кахетию прибыл отряд из России, который был расквартирован по крепостям. Но протесты и давление со стороны Османской империи и Ирана вынудили вернуть этот отряд.
Во время правления царя Левана вражеских нашествий не происходило, вследствие чего страна экономически окрепла, особенно города Греми и Базари.

## Семья
Был женат первым браком на Тинатин, дочери владетеля Гурии Мамии I Гуриели. В этом браке родились:
- Георгий (? — 1561), был женат на дочери царя Картли Луарсаба I, погиб в бою с персами;
- Иессе Кахетинский (? — 1580), был женат на внучке шаха Ирана Исмаила I, дочери Саам Мирзы;
- Александр II (1527—1605), царь Кахети (1574—1605).

Вторым браком был женат на дочери малокабардинских князей Гелястхановых, сестре князя Алкаса (Белокуров Сношения с Кавказом стр.166), в этом браке родились:
- Эль-мирза (1532—1580);
- Константин (1532—1549);
- Нестан-Дареджан, замужем за Симоном I, царём Картли (1556—1600);
- Вахтанг;
- Эрекле;
- Теймураз;
- Давид;
- Баграт;
- Кайхосро;
- Николоз, Католикос-патриарх Грузии Николоз VIII (1584—1591);
- Кетеван, замужем за Вахушти Гогибашвили;
- Текле, замужем за князем Барамом Чолокашвили
- Элене, замужем за Эрекле, сыном Вахтанга Мухранбатони (Багратиони).

## Обнаружение гробницы
30 июня 2021 года грузинские археологи сумели отыскать гробницу царя Левана в ходе археологической экспедиции Национального музея в храме Архангела в Греми.
Царская усыпальница была найдена во время археологических раскопок в юго-западном углу зала храма, перед нарисованным изображением царя Левана. Наряду с останками в гробнице обнаружено несколько изделий XVI века.
"Согласно историческим источникам и легендам, в том числе писаниям Вахушти Багратиони, эта великая фигура должна была быть похоронена в комплексе Храма Архангелов, построенного его собственными усилиями в городе Греми, но конкретное расположение этого места упокоения было неизвестно", - говорится в сообщении Нацмузея.
В связи с обнаружением археологами гробницы кахетинского царя Левана в 2021 году в Греми, Его Царское Величество Нугзар Багратион-Грузинский присутствовал на его похоронах и поминках вместе со своей дочерью светлейшей княжной и царевной Анной Нугзаровной Багратион-Грузинской.
Царская семья почтила память царя Левана и выразила благодарность грузинским археологам.